# Grav- och boplatsområde
Grav- och boplatsområde är en arkeologisk definition av en lokal med minst fem lämningar med ett inbördes avstånd av högst 20 meter, vilka utgörs av förhistoriska gravar och lämningar av boplatskaraktär. Boplatslämningarna och gravarna skall också ha ett kronologiskt samband.

## Exempel
- Boplats
- Boplatsgrop
- Boplatslämning övrig
- Boplatsvall
- Flatmarksgrav
- Grav markerad av sten/block
- Grav
- Grav övrig
- Gravhägnad
- Gravhög
- Gravklot
- Husgrund
- Härd
- Järnåldersdös
- Kokgrop
- Röse
- Skärvstenshög
- Stalotomt
- Stenkammargrav
- Stenkistgrav
- Stenkrets
- Stenröjd yta
- Stensättning
- Terrassering